# Mémorial du génocide de Gashirabwoba
Le mémorial du génocide de Gashirabwoba commémore le massacre de masse des Tutsi qui s’est déroulé en avril 1994 à Gashirabwoba, secteur de Nyamasheke, dans la province de l’Ouest du Rwanda, lors du Génocide de 1994 perpétré contre les Tutsi au Rwanda.

## Emplacement

### Localisation
Le mémorial du génocide de Gashirabwoba se trouve dans le secteur de Nyamasheke, district de Nyamasheke, dans la province de l’Ouest du Rwanda, non loin du lac Kivu,.

### Contexte
| \| 150 km1:3 445 000 \| Kibuye Gisenyi Bisesero Ntarama Kigali Nyamata Murambi Rusiga |
| 150 km1:3 445 000                                                                     |

| Mémoriaux du génocide des Tutsis au Rwanda |
| (2018) Année d'inauguration                |

Le Mémorial du Génocide de Gashirabwoba fait partie d'un ensemble de nombreux sites commémoratifs, tombes communes présents sur le territoire du Rwanda et en dehors, liés au génocide de 1994.
Quelques sites commémoratifs font partie du patrimoine mondial de l'UNESCO.

Communes du Rwanda en 1994

## Histoire
Le mémorial a été érigé pour honorer la mémoire de milliers de Tutsi tués à Gashirabwoba et dans la région de Nyamasheke lors du génocide de 1994. Depuis sa création, il accueille chaque année des cérémonies de commémoration, notamment l’inhumation digne de victimes dont les restes continuent d’être retrouvés dans la région,. En 2019, plus de 15 600 victimes du génocide ont été ensevelies au mémorial, des cérémonies importantes y ont régulièrement lieu, rassemblant rescapés, autorités locales et visiteurs,.

## Particularités
Le site abrite plusieurs fosses communes ainsi que des installations pour la mémoire et la dignité des victimes. Le mémorial est également un lieu d’éducation contre la négation du génocide, accueillant survivants, écoliers, personnalités religieuses et représentants de l’État lors des commémorations,. En 2020, de nouvelles inhumations et des hommages ont encore été rendus lors de cérémonies officielles.